# ゴリウォーグ

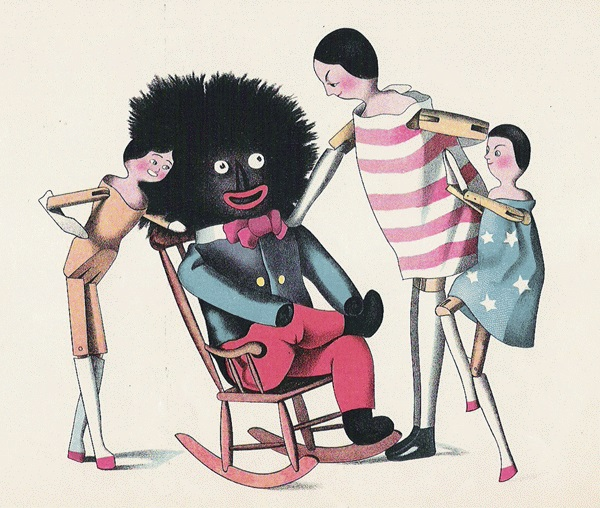
フローレンス・ケイト・アプトンの挿絵（1895年）

ゴリウォーグ（Golliwogg、Golliwog、golly dollとも）は19世紀末にイギリスの児童文学者・挿絵画家フローレンス・ケイト・アプトンが考案したキャラクター。当初はぬいぐるみ様のキャラクターとして絵本に描かれていたが、1960年代以降子ども向け玩具（人形）にも用いられ、欧米やオーストラリアで多大なる知名度を誇るようになった。漆黒の肌と淵の白い目、おどけた唇に縮毛が特徴で、特にアメリカでは反黒人勢力による風刺画に度々描かれてきた。
こうした経緯から、一種の児童文化として保全すべきとの声がある一方で、奴隷制をはじめアフリカ系に対する人種差別が生々しかった時代の遺物として葬り去るべきとの批判が後を絶たず、ゴリウォーグに対しては今なお白熱した議論が戦われているのが現状である。ただ、人種差別への認識が高まるにつれゴリウォーグの人気や売り上げが落ちたのは否めなく、人形の製造業者も従前の特徴はもとより、ゴリー（Golly）やゴリー・ドール（golly doll）などと名称を変えた上で売り出している。

## 歴史

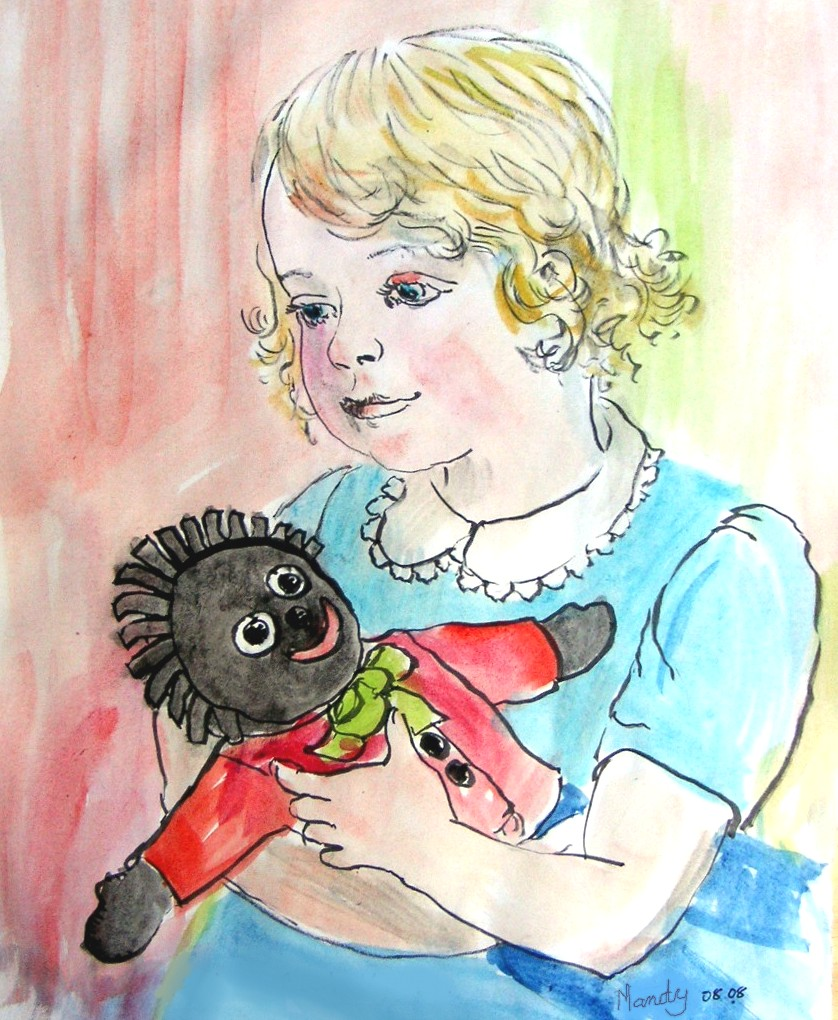
ゴリウォーグと白人の子ども

フローレンス・ケイト・アプトンは1873年、ニューヨーク州クイーンズ区フラッシングにて3年前にイングランドから移住した両親の下に生まれる。14歳の時に実父が死亡すると、母や姉妹を連れてイングランドへ帰郷し、数年間絵を描いたりして過ごす。1895年には美術学校に通う傍ら、処女作『2つのオランダ人形とゴリウォーグの冒険（The Adventures of Two Dutch Dolls and a Golliwogg）』を発表。本作にてゴリウォーグという黒人を模したキャラクターが初めて登場するが、ミンストレル・ショーの伝統を踏襲し、肌が黒く真っ赤な唇をした、もじゃもじゃ頭のノームとして描かれ、衣装も同様に赤いズボンと蝶ネクタイ、青いジャケットが特徴であった。
アプトンが著した一連の作品群はイングランドで大成功を収め、同時にゴリウォーグの名も遍く広まった結果、同様の人形やイラストを指す一般的な名称となった。ゴリウォーグ人形は20世紀に入っても子どもたちの間で人気が衰えること無く、イーニッド・ブライトンの作品にも英雄として描かれるなど、イギリス国内における商業や文化に深く浸透した。なお、アプトンのゴリウォーグは陽気で勇敢なキャラクターであったものの、時を経る毎に邪悪で恐ろしい性格へと変貌を遂げている。やがてゴリウォーグの名はヨーロッパ大陸にも広がり、児童文学や人形、玩具、女性用香水、果ては宝石にまで用いられるようになった。

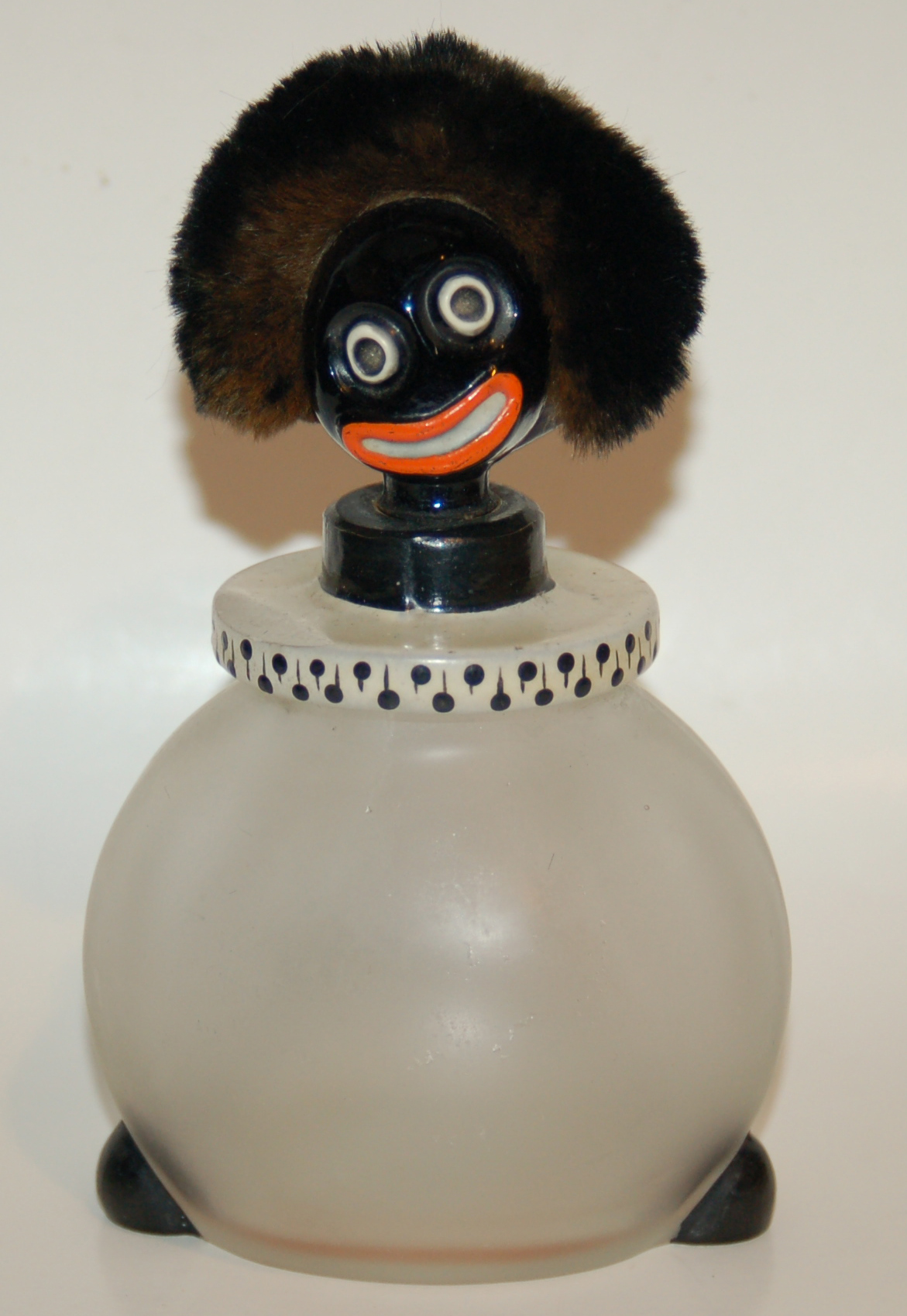
ゴリウォーグをあしらった1920年代の香水瓶

この他、イギリスのジャム製造会社であるロバートソン社では、1910年より「ロバートソンズゴリー」なるゴリウォーグをモチーフとしたマスコットを起用、1920年代以降は商品のおまけとしてゴリウォーグが描かれた販促用バッジの製造を開始した。しかし、1983年大ロンドン議会から抗議を受け同社の製品がボイコットされる始末となり、その5年後にはテレビCMからゴリウォーグが姿を消した。なお、バッジ自体は2001年で製造を打ち切ったため、現在では極めて高値で取引されることが多く、希少品ともなれば1000ポンド以上に跳ね上がるという（通常のバッジなら数ポンド程度である）。

### 人種差別のシンボルとして
アプトンのデビュー作発刊以後、「ゴリウォーグ」という語は玩具などに用いられると共に、黒人を表す一般的かつ人種差別的な名称となった。イギリス及びコモンウェルスでは、「ゴリウォーグ」から派生した「ウォグ」（wog）という表現が浅黒い肌の人（特に中近東並びに極東出身者）に対する蔑称として広まった。また、オーストラリアにおいてはギリシア、レバノン、シリアそしてその他地中海沿岸地域の血を引く若年層が「ウォグ」と呼ばれていた。こうした同国の大衆文化の例としては、2000年公開の映画『ザ・ウォグ・ボーイ』（ニック・ジアノプロス主演）がある。
2007年3月にはマンチェスター市警察が通報を受け2体のゴリウォーグ人形を押収したほか、同年9月小売チェーンのザラが、イギリス国内の店舗でゴリウォーグ似の女児をプリントしたTシャツを販売したのが問題とされた。また、2009年2月BBCで全豪オープンを放送後、レポーターを務めていたキャロル・サッチャー（マーガレット・サッチャー元英首相の娘）がフランスの黒人選手ジョー＝ウィルフリード・ツォンガをゴリウォーグみたいと発言、その後BBCにより「穏当を欠いた表現」として批判を受けるも、サッチャーは幼少時に見た「瓶入りジャム」（上述のロバートソン社のものである）のことを言及したに過ぎないと反論するなど、21世紀に入ってもゴリウォーグを巡る問題が改めて浮き彫りとなった。

## エピソード
- 第二次世界大戦中のイギリス海軍において、煙草のゴロワーズ（Gauloises）を指す符丁であった。これは、ゴロワーズ自体が黒味を帯びていたこともあるが、ゴルワズ（golwas）、そしてゴリーズ（golleys）と転訛したものとされ、民間語源を通じて広まったものと見られる[7]。
- 1960年代にオーストラリアで人気を誇ったアーノット社のココアビスケットの銘柄に使用されたが、1990年代半ば開発者の娘の一言によりスキャリウォーグ（Scalliwag）と改名した。
- クロード・ドビュッシーが1908年に発表したピアノ曲集『子供の領分』の第6曲目に『ゴリウォーグのケークウォーク』を収録。
- アプトンのゴリウォーグに想を得た暗黒物質ガレーウォーグ（Galley-Wag）がリーグ・オブ・エクストラオーディナリー・ジェントルメンの結末で重要な役割を担う。当作品は、特にヴィクトリア朝時代のイングランドにおける様々な架空人物が住む世界を舞台としたものだが、ガレーウォーグは次元を超越した飛行船の船長として描かれている。